# TNM分期系统
恶性肿瘤 TNM 分期系统 (英语：TNM, TNM Classification of Malignant Tumors) 是全球公认的在解剖范围上对恶性肿瘤（癌症）进行分期的标准，是一种癌症分期的方式。它已在许多实体瘤癌症中获得广泛的国际认可，但不适用于白血病或中枢神经系统肿瘤。大多数常见肿瘤都有自己的 TNM 分期标准。 TNM 分期系统有时也被称为AJCC/UICC 分期系统或UICC/AJCC 分期系统。
TNM 由国际癌症控制联盟(UICC) 开发和维护，美国癌症联合委员会(AJCC) 和国际妇产科联合会(FIGO) 也使用它。 1987年，UICC和AJCC分期系统统一为单一的TNM分期系统。 TNM 是一种表示法系统，使用字母数字代码描述源自实体瘤的癌症的阶段：
- T 描述原始（原发性）肿瘤的大小以及它是否已经侵入附近组织
- N 描述所涉及的附近区域的淋巴结
- M 描述远处转移情况（癌细胞从病灶扩散到身体另一部位）

适用于所有实体瘤的 TNM 分期系统由Pierre Denoix在 1943 年至 1952 年间设计，利用原发肿瘤的大小和范围、淋巴转移以及远端转移的状态来对癌症的进展进行分类。 

## 总体概要
TNM 分类包括几乎所有癌症的分期算法，但儿童癌症除外。 TNM 分类的概要如下。括号中的值给出了可用于所有癌症类型的范围，但并非所有癌症都使用这个完整范围。

### 强制参数
- T ：原发肿瘤的大小或直接范围
  - Tx：无法评估肿瘤
  - Tis：原位癌
  - T0：无肿瘤证据

膀胱癌 T 期的图表

  - T1、T2、T3、T4：原发肿瘤的大小和/或范围
- N : 扩散至区域淋巴结的程度
  - Nx：无法评估淋巴结
  - N0：无区域淋巴结转移
  - N1：存在区域淋巴结转移；在某些部位，肿瘤扩散到最近或少数区域淋巴结
  - N2：肿瘤扩散程度介于N1和N3之间（并非所有部位都使用N2）
  - N3：肿瘤扩散到更远或更多的区域淋巴结（并非所有部位都使用 N3）
- M ：存在远处转移
  - M0：无远处转移
  - M1：转移至远处器官（超出区域淋巴结） [2]

Mx 名称已从 AJCC/UICC 系统第七版中删除，但指的是无法评估远处转移的癌症。

### 其他参数
- G (1–4)：癌细胞的等级（即，如果它们看起来与正常细胞相似，则它们是“低等级”；如果它们看起来分化差，则它们是“高等级”）
- S (0–3)：血清肿瘤标志物升高
- R (0–2)：手术的完整性（切除-边界是否无癌细胞）
- Pn (0–1)：侵入附属神经
- L (0–1)：侵入淋巴管
- V (0–2)：侵入静脉（无、微观、宏观）
- C (1–5)：最后提到的参数的确定性（质量）的修饰符（已在 TNM 第 8 版中删除）

### 前缀修饰语
- c ：阶段是根据治疗前获得的证据确定的（包括临床检查、影像学、内窥镜检查、活检、手术探查）。如果没有 p 前缀，则 c 前缀是隐含的。
- p ：手术标本的组织病理学检查给出的阶段
- y ：化疗和/或放疗后评估的阶段；换句话说，该个体接受了新辅助治疗。
- r ：一段时间内未患该疾病的个体的复发性肿瘤的阶段。
- a ：尸检时确定的阶段。
- u ：通过超声检查或超声内镜检查确定的阶段。临床医生经常使用此修饰符，尽管它不是官方定义的修饰符
- m ：肿瘤是多灶性的（超过 1 个肿瘤）。当有特殊理由强调肿瘤是孤立的/单一的时，可以使用相反的s 。 [3]

对于 T、N 和 M 参数，某些癌症类型存在子分类（例如 T1a、Tis、N1i）

### UICC 分期和 AJCC 预后分期组
TNM 分期系统用于记录肿瘤在解剖学上的影响范围，将不同的TNM分类划为不同的组别*(分期组)是有意义的。
原位癌被分类为 0 期；局限于起源器官的肿瘤通常根据其范围分为 I 期或 II 期，局部广泛扩散的肿瘤分为 III 期，远处转移的肿瘤分为 IV 期。
然而，在某些肿瘤类型中，分期组并不符合这种简化的模式。采用阶段组的目的是每个组内的类别在生存方面或多或少是同质的，并且组之间的生存率是不同的。国际癌症控制联盟(UICC) 使用术语“阶段”(stage) 来定义疾病的解剖范围。美国癌症联合委员会(AJCC) 使用术语“预后分期组”（Prognostic Stage Group） ，除了疾病的解剖范围外，该术语还可能包括其他预后因素。

## 例子
- 小、低级别癌，无转移，无扩散至区域淋巴结，癌完全切除：pT1 pN0 M0 R0 G1；T、N 和 M 的这一组将被视为I期。
- 大、高级别癌，已扩散到区域淋巴结和其他器官，未完全切除：pT4 pN2 M1 R1 G3；T、N 和 M 的这一组将被视为IV期。

大多数I期肿瘤是可以治愈的，大多数IV期肿瘤是无法手术的。

## 用途和目的
采用全球统一标准的目的是：
- 帮助医务人员对肿瘤进行分期，帮助制定治疗计划。
- 给出合理的预后指示。
- 协助评估治疗结果。
- 使世界各地的设施能够更高效地整理信息。

由于类别组合的数量很多，因此将组合分为多个阶段以便更好地分析。

## 版本
TNM 系统中使用的标准随着时间的推移而发生变化，有时变化相当大。这一标准由 AJCC 和 UICC 发布。UICC 和 AJCC 版本的发布和采用日期总结如下，过去的版本可从 AJCC 进行网络下载。 
UICC 版本：
- 1st. 1968.
- 2nd. 1974.
- 3rd. 1982.
- 4th. 1987.
- 5th. 1997.
- 6th. 2002. Went into effect 2003.
- 7th. 2009. Went into effect 2010.
- 8th. 2016. Went into effect 2017.

AJCC 版本：
- 1st. 1977. Went into effect 1978.
- 2nd. 1983. ISBN 0397505949. Went into effect 1984.
- Beahrs OH.  3rd. 1988. ISBN 0397509162. Went into effect 1989.
- 4th. 1992. ISBN 0397512643. Went into effect 1993.
- 5th. 1997. ISBN 0397584148. Went into effect 1998.
- Frederick G, Page DL, Fleming ID, Fritz AG, Balch CM, Haller DG, Morrow M.  6th. 2002. ISBN 0387952713. Went into effect 2003.
- 7th. 2009. ISBN 978-0387884400. Went into effect 2010.
- Amin M, Edge SB, Greene FL, Byrd DR, Brookland RK, Washington MK, Gershenwald JE, Compton CC, Hess KR, Sullivan DC, Milburn J, Brierley JD, Gaspar LE, Schilsky RL, Balch CM, Winchester DP, Asare EA, Madera M, Gress DM, Meyer LR.  8th. 2016. ISBN 978-3319406176. Delayed to go into effect 2018.

因此，根据使用的分期版本，给定的分期可能具有完全不同的预后，而与诊断方法或治疗的任何变化无关，这种效应被称为“分期迁移”。用于将患者分配到特定类别的技术也发生了变化，越来越敏感的方法往往会导致个体癌症被重新分配到更高的阶段，使得将该癌症的预后与该阶段的历史预期进行比较是不合适的。另一个重要的考虑因素是随着时间的推移改善治疗的效果。

## 基本TNM分期
基本TNM分期系统是TNM的简化形式，专门设计用于使低收入和中等收入国家的癌症登记处能够在登记处无法收集疾病程度的完整详细信息时收集分期信息。它并不是为了取代 TNM 来护理患者。

## 画廊

分期主要特征图
IA期和IB期肺癌
IIA期肺癌
IIB期肺癌
IIB期肺癌（T2b）的一种选择；但如果肿瘤离气管不足2厘米，则被分为 III期
IIIA期肺癌
IIIA期肺癌(每一侧列表中都有特征相符合)
IIIA期肺癌
IIIB期肺癌
IIIB期肺癌
IV期肺癌